# سیاه پیران کاشانی
سیاه پیران کاشانی، روستایی از توابع بخش مرکزی شهرستان فومن در استان گیلان ایران است.
(عباس فلاح سیاه پیرانی) از بزرگان این روستا میباشد و خانواده کامران از بزرگان این روستا هستند.

## جمعیت
این روستا در دهستان لولمان قرار دارد و براساس سرشماری مرکز آمار ایران در سال ۱۳۸۵، جمعیت آن ۴۰۰ نفر (۱۰۲خانوار) بوده‌است.